# Puchar Świata w Zapasach 2002 – styl klasyczny mężczyzn
Zawody Pucharu Świata w 2002 roku w stylu klasycznym mężczyzn odbyły się w dniach 19-20 października w Kairze w Egipcie.

## Ostateczna kolejność drużynowa
| Poz. | Państwo           |
| ---- | ----------------- |
|      | Turcja            |
|      | Egipt             |
|      | Stany Zjednoczone |
| 4.   | Chiny             |
| 5.   | Tunezja           |

## Wyniki

### Mecze
- Stany Zjednoczone –  Chiny 24-2
- Stany Zjednoczone –  Turcja 4-21
- Stany Zjednoczone –  Egipt 8-18
- Stany Zjednoczone –  Tunezja 26-4
- Chiny –  Egipt 6-19
- Chiny –  Tunezja 21-4
- Chiny –  Turcja 4-23
- Egipt –  Turcja 9-16
- Egipt –  Tunezja 24-3
- Tunezja –  Turcja 0-28

### Klasyfikacja indywidualna
| Waga   |                        |                  |                     | 4                           | 5                           | 6                                                | 7               |
| ------ | ---------------------- | ---------------- | ------------------- | --------------------------- | --------------------------- | ------------------------------------------------ | --------------- |
| 55 kg  | Ercan Yıldız           | Pei Cao          | Neal Rodak          | Hasan Madani                | Muhammad Mustafa Abu al-Ila | Bayram Özdemir                                   | Ziad Kefi       |
| 60 kg  | Jim Gruenwald          | Bünyamin Emik    | Aszraf al-Gharabili | Chen Jianshang              | Mohamed Mehdi Jelassi       | ----                                             | ----            |
| 66 kg  | Selçuk Çebi            | Marcel Cooper    | Muhammad Barkawi    | Ahmed Abdelalem Abdelkader  | Ahmed Abdel Maksoud         | He Le                                            | ----            |
| 74 kg  | Mahmut Altay           | Darryl Christian | Wang Gang           | Ahmad Muhammad Abd as-Sadik | Hosam Eldin Almagry         | Abduh as-Sajjid al-Barbari Ahmad Sa’id Muhammadi | ----            |
| 84 kg  | Muhammad Abd al-Fattah | Nazmi Avluca     | Brad Vering         | Xu Young                    | Maruane Magrbi              | Ahmad Mahmud Szakir                              | ----            |
| 96 kg  | Karam Dżabir           | Hamza Yerlikaya  | Ethan Bosch         | Han Dezhi                   | Hamza Alyakoubi             | Muhammad as-Sa’id                                | ----            |
| 120 kg | Yekta Yılmaz Gül       | Zhao Haiqing     | Corey Farkas        | Jasir Sakr                  | Muhammad as-Sajjid          | Walid Bou Guanmi                                 | Gueclue Goekhan |